# Zenito
 (décembre 2012).
Liantis (anciennement Zenito) est une Asbl belge prestataire de services pour indépendants débutants, pour entrepreneurs, pour titulaires de professions libérales, ainsi que pour experts-comptables / fiscalistes. Ses activités principales sont triples: guichet d'entreprises pour les obligations administratives, caisse d’assurances sociales et assurances complémentaires pour la sécurité sociale. 
À côté de ces services principaux, Zenito propose également des services périphériques aux gérants d’entreprise: aide juridique, conseils pour une croissance continue, …
Zenito Caisse d'Assurances Sociales compte environ 160 000 affiliés indépendants (2011) et 70 000 affiliés sociétés (2011) selon le rapport annuel de l'INASTI de cette même année. Depuis 2010, son administrateur délégué est Jan Steverlynck.

## Historique
Le groupe Zenito regroupe Zenito Guichet d'Entreprises, Zenito Caisse d'Assurances Sociales et Zenito Pension Complémentaire. Ces trois entités apparaissent sous la dénomination commune Zenito.

### Zenito Caisse d'Assurances Sociales
L’Union catholique belge peut être considérée comme l’organisation parente la plus ancienne. Créée en 1921 et regroupant différents groupes d’intérêt, elle se transforme en Fédération chrétienne des classes moyennes de Belgique, en 1935, puis en Fédération nationale des classes moyennes chrétiennes en 1948 - Cette dernière fédération se transformera en Unizo en 2000. Cette fédération fonde en 1956 une caisse de pension: il s’agit du premier système de pension obligatoire pour indépendants. 
Ce système se fond avec les différentes mutuelles créées dans la première moitié du XXe siècle pour aboutir à la CNASTI en 1967, lors de la mise en place du premier statut social pour travailleur indépendant par Arrêté Royal. Zenito est le résultat de la fusion au 01/01/2010 entre la CNASTI et l'Intersociale,.

### Zenito Guichet d'Entreprises
Zenito Guichet d'Entreprises remplit les missions légalement définies d’un guichet d’entreprises. Concrètement, et ce depuis 2003, il s’agit d’être l’interlocuteur entre l’administration et l’entreprise et de permettre aux indépendants de satisfaire aux obligations légales en la matière. Toute personne souhaitant commencer son activité professionnelle en tant qu’indépendant, gérant d’entreprise ou titulaire de profession libérale doit accomplir des formalités à un guichet d’entreprises:
- Inscription à la Banque-Carrefour des Entreprises (BCE) qui rassemble les données de base des entreprises et de leurs unités d’établissement. Elle est mise à jour par des organisations reconnues qui y entrent des données (= initiateurs). La BCE délivre ensuite le numéro d’entreprise à l’affilié, qui peut ainsi commencer ses activités.
- Vérification des connaissances de base en gestion.
- Éventuellement, Zenito Guichet d’Entreprises se charge de fournir les permis, autorisations, licences,… dans le cas de certaines professions réglementées.
- Éventuellement: activation d’un numéro d’entreprise par la TVA.

Karel Van Eetvelt est président de Zenito Guichet d'Entreprises.

### Zenito Pension Complémentaire
Les restrictions budgétaires des années 1980 ont poussé le législateur, au lieu de renforcer la pension légale, à développer une mesure de pension extra-légale: la pension complémentaire. À côté de la pension libre complémentaire, d’autres assurances viennent également en complément du cadre légal: épargne-pension, assurance-groupe, revenu garanti, assurance hospitalisation, plan de prévoyance INAMI…
Jan Steverlynck fonda en 1982 la Mutuelle d’Assurance pour Indépendants (MASTI). Celle-ci devient Zenito Pension Complémentaire en 2010. Entre 1995 et 2006, Jan Steverlynck exerçait la fonction d’administrateur délégué de la MASTI.

## Services

### Guichet d’entreprises
Zenito Guichet d’Entreprises réalise différentes missions. 

Avant tout, son rôle est d’inscrire à la Banque-Carrefour des Entreprises toute personne souhaitant commencer son activité en tant qu’indépendant (entrepreneur ou profession libérale) afin de lui fournir un numéro d’entreprise. Par ailleurs, Zenito se charge de vérifier si le demandeur remplit les conditions d’accès à la profession. A l’instar des autres guichets d’entreprises, il s’agit d’examiner les capacités entrepreneuriales, mais aussi d’obtenir les autorisations spécifiques nécessaires au démarrage de l’activité (demande SABAM, autorisation de commerce ambulant, inscription à l’AFSCA…). 
Toute modification dans l’activité (modification d’une activité, d’un numéro de compte en banque…) ou suppression de celle-ci peut également se réaliser via Zenito Guichet d'Entreprises.

### Caisse d’assurances sociales
Selon son statut et les conditions prévues par la loi (indépendant à titre principal, indépendant à titre complémentaire, conjoint aidant...), l’indépendant a en principe l’obligation de s’affilier à une caisse d’assurances sociales. Différentes caisses d'assurances sociales existent en Belgique, dont Zenito Caisse d'Assurances Sociales. Ne pas remplir cette obligation a pour conséquence une affiliation forcée à la Caisse Nationale Auxiliaire.

#### Quelles obligations?
Un affilié a l’obligation de payer des cotisations pour assurer sa sécurité sociale. Ces cotisations sont dues trimestriellement et s’élèvent à un montant calculé sur les revenus réalisés trois ans auparavant. Au début de son activité, l’indépendant, ne disposant pas de revenus antérieurs, se voit proposer deux solutions :

- Ses cotisations trimestrielles sont forfaitaires: un minimum légal est dû.
- Ses cotisations sont calculées sur base d’un revenu qu'il estime.

Dans les deux cas, ce montant est régularisé 3 ans plus tard. 

Le législateur a en outre prévu des mesures de réduction, de dispense, ou de report de paiements des cotisations.

#### Quels droits?
Zenito offre une couverture sociale contre ce paiement. Il s’agit de prestations sociales que l’affilié peut valoriser. Ces droits, identiques indépendamment de la caisse d'assurances sociales, sont en constante évolution. Ci-dessous un résumé des droits sociaux de l’indépendant: 
- Prestations familiales: allocation de maternité, allocation de naissance.
- Assurance maladie-invalidité: soins de santé, incapacités de travail.
- Assurance maternité: titres-services pour aide à la maternité, allocations familiales.
- Pension: pension de retraite et pension de survie.
- Assurance sociale en cas de faillite.

### Pensions complémentaires
Zenito Pension Complémentaire propose également des assurances complémentaires (Pension libre complémentaire sociale, épargne-pension, assurance-groupe, revenu garanti, assurance hospitalisation, plan de prévoyance INAMI…).

## Partenariats
Zenito collabore avec plusieurs organisations: 

UNIZO: organisation patronale belge, anciennement connue sous « Fédération nationale des classes moyennes chrétiennes ».

SOFIM : guichet d’entreprises, gestion salariale, secrétariat social, assurances depuis 1946.

ADMB : secrétariat social.

SSN : secrétaire social des notaires de Belgique.